# Moi (Norvège)
Pour les articles homonymes, voir Moi.
Moi est une localité et le centre administratif de la commune de Lund, comté du Rogaland. Moi compte 1914 habitants.
On compte parmi les entreprises présentes, Nordan la plus grande entreprise de fabrication de fenêtre d'Europe du Nord et Bjøllefabrikken qui produit des cloches pour moutons et vaches (connu pour avoir fourni les cloches aux Jeux Olympiques de Lillehammer. 
Moi se situe au bord du lac Lundevatnet, qui est un des lacs de Norvège les plus profonds.
Le village possède également de nombreuses activités de loisirs pour les enfants, les jeunes et les sportifs amateurs. entre autres l'athlétisme, le baseball, le canotage, l'équitation, la danse, la musique et le football.
Le village se situe sur la ligne du Sørland et possède sa propre gare.
Modèle:Latitude= 58/46/13/89/N